# 基沙斯
基沙斯（羅馬化：Qisas）是一個伊斯蘭教用語，意指「同態復仇」、報復或「以眼還眼」。
Qisas是一种被理解为（针对杀戮和伤害罪）“部落社会秩序”中的报复行为，并在“社会对等”基础上进行的实践。根据被谋杀者的社会地位（男性、女性、奴隶、自由人、精英或平民），凶手部落中的某个人（在社会上等同于被谋杀者）被杀。qisas中的“社会平等”条件意味着； “如果社会地位低下的人杀死上层阶级的人，则适用qisas”，而“如果社会上的人杀死下层阶级的人，则不能适用”。在这种情况下，可以向被谋杀者的家人支付赔偿金（伊斯兰教中的 Diyya）。
信道的人們啊！今以殺人者抵罪為你們定制，公民抵償公民，奴隸抵償奴隸，婦女抵償婦女。如果屍親有所寬赦，那末，一方應依例提出要求，一方應依禮給予賠償。這是你們的主所降示的減輕和慈恩。事後，過份的人，將受痛苦的刑罰。
 — 《古蘭經》 2：178
基沙斯在伊斯蘭教法學是一種刑罰方式，伊斯蘭教法容許以對等報仇作為懲罰。當一名穆斯林被殺害、身體受到傷害或蒙受財物損失，受害者或受害者的後裔可以提出向被告施行基沙斯。如果涉及謀殺，基沙斯是指在法院准許的情況下，死者親屬或瓦利（法定監護人）有權處死兇手。
基沙斯是伊斯蘭刑法裡的其中一種刑罰，其他刑罰有侯杜德、迪葉及塔濟爾。

## 經文
在古蘭經裡與基沙斯相關的經文是：
信道的人們啊！今以殺人者抵罪為你們定制，公民抵償公民，奴隸抵償奴隸，婦女抵償婦女。如果屍親有所寬赦，那末，一方應依例提出要求，一方應依禮給予賠償。這是你們的主所降示的減輕和慈恩。事後，過份的人，將受痛苦的刑罰。
 — 《古蘭經》 2：178
聖訓對於基沙斯有不少的討論，例如布哈里聖訓提道：
安拉的使者說道：「使一個承認唯安拉是真主、我是安拉的使者的穆斯林流血是不合法的，以下三種情況之一例外：已婚通姦；以命抵命；脫離穆斯林集體的叛教者。」
 — 《布哈里聖訓》 9：83：17
艾奈斯轉述：納迪爾的女兒打了一位女孩，打斷了她的門牙。他們（女孩的親屬）來找先知，先知下達了基沙斯的判決。
 — 《布哈里聖訓》 9：83：32
古蘭經及聖訓裡都有規定穆斯林的非自然死亡及受傷採用基沙斯的刑罰機制。不過，在伊斯蘭教的歷史裡，許多現代以前的伊斯蘭學者都裁定，如果受害人是一位不信奉伊斯蘭教的齊米（其他一神教教徒）或是穆斯林擁有的不信奉伊斯蘭教的奴隸，基沙斯並不適用。
阿布·朱海法轉述：我向阿里問道：「除了古蘭經，你還有其他的聖典嗎？」阿里說道：「根據令穀物生長和創造靈魂的真主，除了古蘭經的記載、祂賜予人類理解經文的能力以及這頁紙上的東西，沒有其他的聖言經典了。」我問道：「這頁紙上寫了甚麼？」他答道：「迪葉（血金）的法規、俘虜的贖回及穆斯林不應因為殺害卡菲爾（不信教者）而受到基沙斯的懲罰。」
 — 《布哈里聖訓》 9：83：50

## 伊斯蘭法律
伊斯蘭法律把殺人視為教徒之間的民事紛爭，而不是由國家作出懲治以維持秩序。在傳統的伊斯蘭教法之下，所有的謀殺、誤殺、傷人及導致財物損失的案件都不是由國家作出檢控，而是由受害者或受害者的後裔作出檢控（如果受害者是奴隸，則其主人有權提出檢控）。只可以由受害者或受害者的後裔要求執行基沙斯。

### 其他懲罰方式
古蘭經容許受害一方以索取賠償（迪葉，即「血金」）取代基沙斯，或者放棄要求執行基沙斯的權利作為善舉或彌補受害者家族過去犯下的罪過。
我在《討伐拉》中對他們制定：「以命償命、以眼償眼、以耳償耳、以牙償牙；一切創傷，都要抵償。」自願不究的人，得以抵償權自贖其罪愆。凡不依真主所降示的經典而判決的人，都是不義的。
 — 《古蘭經》 5：45
人權人士質疑以真主之名（為安拉之道而戰）寬恕罪犯及以賠償抵償謀殺等罪行會造成不公，富有的犯罪者可在故意殺人或導致窮人意外死亡後用錢財抵罪。

## 基沙斯與非穆斯林
根據除了哈乃斐派以外的所有伊斯蘭教法學派別以往的法學文獻，只有當受害者是穆斯林的情況下才適用以基沙斯作為合法的申訴手段，基沙斯不適用於非穆斯林的受害者。
在伊斯蘭教的早期歷史裡，當個案涉及穆斯林殺害非穆斯林（齊米、穆斯塔明及奴隸）的時候，穆斯林法學家對於基沙斯和迪葉的應用存在頗大的分歧。哈乃斐派的大部分學者都認為基沙斯適用於殺害齊米或奴隸的穆斯林，但可以用迪葉抵償。哈乃斐派的法學家阿布·優素福曾經裁定對一位殺害齊米的穆斯林執行基沙斯，但在哈里發阿倫·拉希德的壓力下改判為死者家屬需要證明死者一直有盡齊米的義務支付吉茲亞（伊斯蘭國家向非穆斯林徵收的人頭稅），否則兇手只須以迪葉的方式作出賠償。根據17世紀南亞哈乃斐派的阿拉姆吉爾法典，主人殺死他的奴隸不應該依據基沙斯的法則被處死。
在歷史上，哈乃斐派以外的伊斯蘭教法都指出不論穆斯林殺害非穆斯林（包括齊米）或奴隸是出於甚麼原因，基沙斯都不適用於懲罰穆斯林。伊斯蘭學家約哈南·弗里德曼（Yohanan Friedmann）提到，沙斐儀派及馬利基派認為只有「行兇者和受害者處於平等地位」才可以對穆斯林應用基沙斯的法則。當行兇者是穆斯林的時候，受害的不信者一方不能提出用基沙斯的方式懲罰行兇者，因為「穆斯林與不信者之間不存在平等，穆斯林的地位比不信者崇高」。
根據罕百里派，即使穆斯林是蓄意殺害或傷害非穆斯林也不能應用基沙斯，伊斯蘭法院可能只會判處迪葉，並根據決定判處監禁或毋須監禁。如果受害者是齊米，馬利基派亦禁止對穆斯林採用基沙斯，但如果該宗謀殺是事先埋伏並殺害死者，穆斯林亦可被處死。如果穆斯林殺人、傷人及導致財物損失，對非穆斯林的賠償只及對穆斯林的一半。沙斐儀派與罕百里派一樣，在受害者是非穆斯林的情況下不對穆斯林應用基沙斯，不同的是沙斐儀派認為對非穆斯林後裔的賠償只有對穆斯林的三分之一。根據哈乃斐派，基沙斯及迪葉都不適用於穆斯林或齊米殺害穆斯塔明（來訪的外國人），穆斯塔明在伊斯蘭地區不受保護，他們在回國後（「西方地區」）可能會敵對穆斯林。
要是受害者是叛教者（從信奉伊斯蘭教轉為信奉其他宗教）、干犯反伊斯蘭或伊瑪目的罪行（侯杜德）、不承認自己是齊米或受害者親屬無法證明受害者定期繳納吉茲亞，基沙斯及任何形式的逮捕、司法程序及賠償都不適用。
對於基沙斯對穆斯林與非穆斯林的差別對待，穆斯林法學家引用以下的聖訓作為正當的理由。
阿卜杜拉·伊本·阿米爾·伊本·阿斯轉述：穆聖說道：穆民不抵償卡菲爾。誰故意殺害一位穆民，便將其交給死者親屬。他們願殺就殺，願拿血金就拿血金。
 — 《艾布達吾德聖訓》 39：4491
許多哈乃斐派、沙斐儀派及馬利基派的法學家都指出穆斯林與非穆斯林的地位在伊斯蘭教法之下既非平等，也不享有同等的地位，因此各自的司法程序及刑罰準則均不同。

## 基沙斯與名譽殺人
在伊斯蘭教法之下，如果穆斯林父母或祖父母殺害他們的子孫，或者如果受害者是遺下子女的配偶，基沙斯及塔濟爾（酌定刑）都不適用於這些情況，但行兇者或者需要支付迪葉給受害者的後裔。
對於父親殺害兒女的情況，遜尼派四大法學派別對於基沙斯的運用存在分歧。哈乃斐派、沙斐儀派、罕百里派與什葉派的教條都規定基沙斯不適用，哈乃斐派、沙斐儀派及罕百里派把此例廷伸至母親、祖父母是兇手的情況。馬利基派則指出父親殺害子女仍可引用基沙斯處死父親。
學者認為在伊斯蘭教法之下，援引古蘭經赦免父母及親屬的罪責及把謀殺相關的基沙斯視為受害者一方私下處理的民事紛爭鼓勵了名譽殺人，特別是針對女性的名譽殺人，令犯人得以免受懲罰。學者德弗斯及貝肯指出，這就是許多名譽殺人都沒有向警方舉報及沒有在公眾場合得到處理的原因。在歷史上，當受害者是子女或配偶的時候，伊斯蘭教法沒有懲治兇手的規定，一些奉行伊斯蘭教法的現代穆斯林國家已立法賦權給法院監禁殺人犯，但死者的後裔有權放棄申索基沙斯、索取迪葉或者寬恕兇手。

## 基沙斯與褻瀆
遜尼派及什葉派的伊斯蘭教法都規定，殺害褻瀆伊斯蘭教先知的穆斯林及非穆斯林都不能按照基沙斯或其他的刑罰方式懲治，理據來自以下的聖訓：
阿里·本·阿比·塔利卜轉述：有個猶太婦曾經誹謗穆聖，後來被人勒死，穆聖廢其命價。
 — 《艾布達吾德聖訓》 38：4349
阿卜杜拉·伊本·阿巴斯轉述：一位盲人有個僕婦曾誹謗穆聖，數禁不止。有個晚上她又誹謗，盲人遂拿起匕首，刺穿其腹而死。當時孩子還在其婦腳前，旁邊的東西都為血所染。翌日清晨，有人禀告穆聖。穆聖將人們全部集中起來，說：「我以安拉盟誓！殺人者當站出来，讓我進行判决。」於是，那位盲人戰戰兢兢地穿過人群走了過来，到穆聖面前時跪下了，說：「安拉的使者啊！我是死者的丈夫，她給我生下了兩個珍珠般的孩子，她對我溫柔體貼，可是她常誹謗你，我屢禁不止。今天晚上她又誹謗，我遂拿了匕首，刺進腹部，壓在身上，致其死亡。」穆聖聽後說：「啊！你们都見證，其命無償。」
 — 《艾布達吾德聖訓》 38：4348

## 實行情況

基沙斯被上圖當中紫色及橙色標示的國家納入伊斯蘭教法的司法體制裡。

現時有一些奉行伊斯蘭教法的國家有基沙斯的刑罰機制，如沙特阿拉伯等中東國家。

### 伊朗
根據伊朗刑事法，基沙斯是其中一種刑罰方式。伊朗刑事法介定基沙斯的兩種執行方式：以命抵命及以身體部位抵償。在以命抵命方面，死者家屬在得到法庭准許之下可處死兇手。至於以身體部位抵償，伊朗刑事法第55章准許受害者或受害者家屬給予行兇者相同的傷害。如果受害者失去了右手，而行兇者沒有右手可以用作抵償，受害者可以在法庭允許之下截去行兇者的左手。
伊朗女子阿米娜·巴赫拉米（Ameneh Bahrami）在2004年被人用腐蝕性液體襲擊致盲，她訴諸基沙斯，要求行兇的馬吉德·穆瓦赫迪也要失明。2011年，阿米娜在行刑當天撤回請求，選擇原諒施襲者。

### 巴基斯坦
巴基斯坦最高法院伊斯蘭教法上訴法院認為沒有基沙斯及迪葉違背了古蘭經和聖行擬定的伊斯蘭法律，因此巴基斯坦在1990年通過刑事法（第二修正案）引入基沙斯及迪葉的刑罰機制。巴基斯坦國會通過基沙斯及迪葉的法律，即1997年刑事法案（修正案）。即使行兇者得到原諒或不是所有有權提出基沙斯的原告放棄申訴，行兇者或者仍會以塔濟爾的方式受罰。
在阿富汗及巴基斯坦，有人以「瓦尼」或「斯瓦拉」（又稱霸得）的方式執行基沙斯，即是年輕的女孩被迫出嫁作為懲罰，以抵償其男性親屬的罪行。

### 尼日利亞
自1960年代，尼日利亞北部重新奉行伊斯蘭教法，基沙斯的刑罰機制亦包括在內，由尼日利亞的伊斯蘭法庭對穆斯林執行。許多人都被法院按照基沙斯的律例判罰，亦有侯杜德、塔濟爾等其他形式的刑罰。

### 沙特阿拉伯
在沙特阿拉伯，謀殺及誤殺屬於民事訴訟，受害者的後裔須提出檢控、接受財物賠償或原諒作案者。沙特阿拉伯的伊斯蘭法庭會對少年罪犯應用基沙斯的刑罰機制，接受基沙刑罰的最低年齡限制已由以往的7歲提高至12歲，不分男女。不過，年齡限制的規定並非嚴格執行，法庭會按照少年罪犯的身體狀況來決定他或她應否被視作成人。在大部分應用基沙斯準則的案件裡，符合以下四種條件當中至少一種的人物可被視作成人：15歲以上；有夢遺的現象；長有陰毛；月經初潮之後。在沙特阿拉伯執行基沙斯是指對被告造成同等的傷害。
沙特阿拉伯法院在2013年判處一位被告要承受脊髓受損致癱的傷害，除非他能夠向受害者支付一百萬沙特里亞爾（約270,000美元）的賠償金。他被指在大約2003年從後刺傷他的一位朋友，導致他的下身癱瘓。其他基沙斯的刑罰個案有挖眼、拔齒，也有謀殺犯被處死。

## 相關概念
在漢謨拉比法典首度記載的「以眼還眼」原則與基沙斯的法律概念相似。

### 引用
1. ↑  Shahidullah 2012，第370-372頁
2. ↑   (PDF).   [2021-09-27]. （原始内容存档 (PDF)于2021-09-02）.
3. 1 2  馬堅 1981，第19頁
4. ↑  Wasti 2009，第11-12頁
5. ↑  Hanif 1999，第103頁
6. ↑  Schirazi 1998，第222-225頁
7. ↑  Jackson 2003，第151頁
8. ↑  al- Buḫārī & Muḥsin Ḫān 1997，第28頁
9. ↑  Emon 2012，第237頁
10. ↑  Spencer 2005，第80頁
11. ↑  Wasti 2009，第283-288頁
12. ↑  Peters 2006，第186頁
13. ↑  Peters 2006，第44-45頁
14. ↑  Abiad & Mansoor 2010，第239-240頁
15. ↑  Ali & Shaikh 2011，第152頁
16. ↑  . The Express Tribune (Pakistan). 3 October 2013  [30 March 2015]. （原始内容存档于2015-04-08） （英语）.
17. ↑  Friedmann 2006，第52頁
18. ↑  Pate & Gould 2012，第49-50頁
19. 1 2 3 4  Friedmann 2006，第42-50頁
20. ↑  Wasti 2009，第49-50頁
21. ↑  Peters & Bearman 2014，第129-137頁
22. ↑  Friedmann 2006，第42-43頁
23. 1 2  Sircar 1873，第276頁
24. ↑  Peters & Bearman 2014，第169-170頁
25. ↑  Anderson 2007，第372-373頁
26. ↑  Friedmann 2006，第45-46頁
27. ↑  Choudhry 2008，第275頁
28. ↑  Khadduri & Liebesny 2008，第337頁
29. ↑  Khadduri & Liebesny 2008，第337-345頁
30. 1 2  Terrill 2012，第554-556頁
31. ↑  Friedmann 2006，第42-51頁
32. ↑  Abiad & Mansoor 2010，第65頁
33. ↑  Emon 2012，第237-250頁
34. ↑  Hossain & Welchman 2005，第85-86頁
35. ↑  Tetreault 2014，第144頁
36. ↑  T̤āhirulqādrī 1995，第305-306頁
37. ↑  Wasti 2009，第90頁
38. ↑  Kheradmandy & Habibzadeh 2015，第16-21頁
39. ↑  Palo 2008，第93-99頁
40. ↑  Ruane 2000，第1523-1532頁
41. 1 2  Irfan 2008，第9-12頁
42. ↑  Devers & Bacon 2010，第359-371頁
43. ↑  Keshavarz 2006，第87-103頁
44. ↑  Shahidullah 2012，第511頁
45. ↑  Fitzpatrick & Walker 2014，第59-67頁
46. ↑  Geisler & Saleeb 2002，第238頁
47. ↑  El-Neil 2008，第132頁
48. ↑  Ansary, Abdullah F. . Hauser Global Law School Program, New York University School of Law. July 2008  [31 March 2015]. （原始内容存档于2014-04-29） （英语）.
49. ↑  Sial, Omar. . Hauser Global Law School Program, New York University School of Law. March 2006  [31 March 2015]. （原始内容存档于2012-01-07） （英语）.
50. ↑   (PDF).   [31 March 2015]. （原始内容 (PDF)存档于2014年3月27日） （英语）.
51. 1 2  Shahidullah 2012，第425-426頁
52. ↑  Rosenbaum 2013，第175頁
53. ↑  Wasti 2009，第8、57-58頁
54. ↑  Wasti 2009，第8頁
55. ↑  Alam 2006，第111頁
56. ↑  Rubin, Alissa J. . New York Times. 16 February 2012  [1 April 2015] （英语）.
57. ↑  . The Tribune. 9 October 2012  [1 April 2015]. （原始内容存档于2017-07-08） （英语）.
58. ↑  Hashmi, Anwar; Koukab, Rifat Mushtaq. . Fact (Pakistan). July 2004  [1 April 2015]. （原始内容存档于2018-11-17） （英语）.
59. ↑  Weimann 2007，第240-286頁
60. ↑  Oraegbunam 2012，第31-49頁
61. 1 2  Human Rights Watch 2008，第7-9頁
62. ↑  . Child Rights International Network. 15 March 2011  [1 April 2015]. （原始内容存档于2015-02-16） （英语）.
63. ↑  Nair, Drishya. . International Business Times. 2 April 2013  [1 April 2015]. （原始内容存档于2021-02-25） （英语）.
64. ↑  . BBC. 2 April 2013  [1 April 2015]. （原始内容存档于2015-04-28） （英语）.
65. ↑  Shahidullah 2012，第371-372頁